# Синтухалм
Синтухалм (рум. Sântuhalm) — село у повіті Хунедоара в Румунії. Адміністративно підпорядковане місту Дева.
Село розташоване на відстані 292 км на північний захід від Бухареста, 3 км на південний схід від Деви, 113 км на південний захід від Клуж-Напоки, 133 км на схід від Тімішоари.

## Населення
За даними перепису населення 2002 року у селі проживали 553 особи.
Національний склад населення села:
| Національність | Кількість осіб | Відсоток |
| -------------- | -------------- | -------- |
| румуни         | 471            | 85,2%    |
| угорці         | 46             | 8,3%     |
| цигани         | 33             | 6,0%     |

Рідною мовою назвали:
| Мова      | Кількість осіб | Відсоток |
| --------- | -------------- | -------- |
| румунська | 475            | 85,9%    |
| угорська  | 44             | 8,0%     |
| циганська | 31             | 5,6%     |